# Paremhat
Paremhat (in copto: Ⲡⲁⲣⲉⲙϩⲁⲧ), conosciuto anche come Phamenoth (in greco: Φαμενώθ, Phamenṓth) e Baramhat (in arabo: برمهات), è il settimo mese dei calendari egizio e copto. Nel calendario Gregoriano, Paremhat corrisponde al periodo che va dal 10 marzo all'8 aprile.
Nell'antico Egitto, il mese di Paremhat era anche il terzo mese della stagione del Peret ("primavera", "emersione" o "comparsa delle terre"), il periodo in cui le acque del Nilo retrocedevano e i campi cominciavano a dare frutti nelle terre egiziane.

## Nome
Il nome del mese di Paremhat deriva dall'espressione "Mese di Amenhotep I" (in egiziano: pꜣ n amn-htp.w), faraone che fu divinizzato alla fine del proprio regno (c. 1500 a.C.). Precedentemente il mese era chiamato Rekeh-Nedjes.

Il nome in lingua egizia era: 
| G40 | G1 | N35 | M17 | Y5 · N35 | Htp · X1 · Q3 |

 (P3-n-Jmnhtp).

## Sinassario copto del mese di Paremhat
Di seguito il sinassario del mese:
| Copto      | Giuliano    | Gregoriano | Commemorazioni |
| ---------- | ----------- | ---------- | --- |
| Paremhat 1 | Febbraio 25 | Marzo 10   | - Martirio di Sant'Alessandro. - Commemorazione di San Marcura, vescovo. - Morte di San Narciso, vescovo di Gerusalemme. |
| 2          | 26          | 11         | - Martirio di San Macrobio (Makrawy), vescovo di Nikiû. |
| 3          | 27          | 12         | - Morte di San Cosmas III, cinquantottesimo Papa di Alessandria. - Martirio di San Porfirio. - Morte di Sant'Hadid, prete. |
| 4          | 28          | 13         | - Assemblea del santo concilio dell'isola di Bani-Omar. - Martirio di Sant'Abulio (Hanulius), principe di Perge. |
| 5          | Marzo 1     | 14         | - Morte di San Serapamone, arciprete del monastero di San Giovanni il Nano. - Martirio di Sant'Eudocia. - Martirio di San Pietro, prete. |
| 6          | 2           | 15         | - Martirio di San Dioscoro. - Morte di San Teodoto, vescovo di Corinto. |
| 7          | 3           | 16         | - Martirio dei Santi Filemone e Apollonio. - Martirio di Santa Maria la israelita. |
| 8          | 4           | 17         | - Martirio di San Mattia, apostolo. - Martirio di Sant'Ariano, governatore di Ansena. - Morte di San Giuliano, undicesimo Papa di Alessandria. - Morte di Faltaoo El Souriani. - Morte di Shenouda III, centodiciassettesimo Papa di Alessandria.   |
| 9          | 5           | 18         | - Morte di San Konan il siriano. - Martirio dei Santi Abriano, Amrata sua moglie, Eusebio, Armanio e dei quaranta martiri. |
| 10         | 6           | 19         | - Commemorazione dell'apparizione della Gloriosa Croce. |
| 11         | 7           | 20         | - Martirio di San Basilao, vescovo. |
| 12         | 8           | 21         | - Commemorazione dell'arcangelo Michele. - Commemorazione delle rivelazione della verginità di San Demetrio, dodicesimo Papa di Alessandria. - Martirio di San Malachia di Palestina. - Martirio di San Glatino a Damasco. - Morte di Bishoy Kamel. |
| 13         | 9           | 22         | - Morte di San Dionisio, quattordicesimo Papa di Alessandria. - Ritorno dall'esilio di San Macario il Grande e San Macario di Alessandria. - Martirio dei quaranta martiri di Sebastia.                                                             |
| 14         | 10          | 23         | - Morte di San Cirillo III, settantacinquesimo Papa di Alessandria. - Martirio di San Sinouti el-Bahnasa. - Martirio dei Santi Eugenio, Agatodoro ed Elpidio.                                                                                       |
| 15         | 11          | 24         | - Morte di Santa Sara, suora. - Martirio di Sant'Elia di Hnes. |
| 16         | 12          | 25         | - Morte di San Michele I, quarantaseiesimo Papa di Alessandria |
| 17         | 13          | 26         | - Morte di Lazzaro, amato dal Signore. - Commemorazione di San Giorgio, asceta, San Belasio, martire, e San Giuseppe, vescovo. - Morte di San Basilio, vescovo di Gerusalemme. - Martirio di San Sidhom Bishay a Damietta.                          |
| 18         | 14          | 27         | - Martirio di Sant'Isidoro, amico di San Sina, soldato |
| 19         | 15          | 28         | - Martirio di Sant'Aristobolo, apostolo. - Martirio di Santi Alessandro, Agabio, Alessandro, Timolao, Dionsio, Romolo e Blesio (Valesius). |
| 20         | 16          | 29         | - Resurrezione di Lazzaro. - Morte di San Michele III, cinquantaseiesimo Papa di Alessandria. |
| 21         | 17          | 30         | - Commemorazione della Santa Vergine Maria, madre di Dio (Theotókos). - Commemorazione della visita di Nostro Signore Gesù Cristo a Betania. |
| 22         | 18          | 31         | - Morte di San Michele, vescovo di Naqada. - Morte di San Cirillo, vescovo di Gerusalemme. |
| 23         | 19          | Aprile 1   | - Morte del profeta Daniele. |
| 24         | 20          | 2          | - Apparizione di Nostra Signora di Zeitoun. - Morte di San Macario I, cinquantanovesimo Papa di Alessandria. |
| 25         | 21          | 3          | - Morte di Sant'Onesiforo, uno dei settanta discepoli. - Morte di San Matteo III, centesimo Papa di Alessandria. |
| 26         | 22          | 4          | - Morte di Santa Eufrasia, vergine. - Morte di San Pietro VI, centoquattresimo Papa di Alessandria. |
| 27         | 23          | 5          | - Crocifissione di Nostro Signore Gesù Cristo. - Morte di San Macario il Grande. - Martirio di San Domico. |
| 28         | 24          | 6          | - Morte dell'imperatore Costantino il Grande. - Morte di San Pietro VII, centonovesimo Papa di Alessandria - Commemorazione di San Sarapamone, vescovo di al-Manufiyya.                                                                             |
| 29         | 25          | 7          | - Commemorazione della vita data dall'Annunciazione. - Resurrezione di Nostro Signore Gesù Cristo. |
| 30         | 26          | 8          | - Commemorazione dell'arcangelo Gabriele. - Commemorazione del trasferimento delle reliquie di San Giacomo, conosciuto come "il maciullato". - Commemorazione di Sansone, uno dei giudici di Israele.                                               |